# Gualeguaychú (fiume)
Il Gualeguaychú (Río Gualeguaychú in spagnolo) è un fiume argentino, affluente di destra dell'Uruguay, che scorre interamente dentro i confini della provincia di Entre Ríos.

## Percorso
Il fiume nasce nel dipartimento di Colón, nel centro della provincia entrerriana. Successivamente scorre verso sud sino a sfociare in destra orografica nell'Uruguay a valle della cittadina di Gualeguaychú.